# Ани (норвежка певица)
Вижте пояснителната страница за други личности с името Ани.
Ане Лилия Берге Стран (на норвежки: Anne Lilia Berge Strand; родена на 21 ноември 1977 в Тронхайм, Норвегия), позната със сценичния си псевдоним Ани, е норвежка поп изпълнителка и диджей.
Прави музикалният си дебют със сингъла „The Greatest Hit“ от 1999, който използва семпъл от песента „Everybody“ на Мадона и който бързо се превръща в ъндърграунд хит в Норвегия и Великобритания. Дебютният ѝ албум „Anniemal“, издаден през 2004, предизвиква значителен интерес сред музикалните интернет среди, който спомага за нейната интернационална популярност.
Въпреки че „Anniemal“ не постига значителен комерсиален успех, албумът е признат от множество критици и получава наградата за Най-добър албум на норвежките годишни музикални награди Спелеманспризен. На същата церемония Ани печели и награда за Най-добър дебют. Още преди излизането на втория сингъл от албума „Heartbeat“, песента е избрана от влиятелния музикален сайт Pitchfork Media за сингъл #1 за 2004.
През октомври 2008 излиза вторият студиен албум „Don't Stop“, издаден от Island Records.
Въпреки че по-голямата част от живота си Ани прекарва в родината си Норвегия от известно време тя живее и твори в Берлин, Германия.

## Ранни години
Ани е родена в норвежкия град Тронхайм, но прекарва детството си в морския град Кристиансан. Когато тя е на седем баща ѝ, църковен органист, умира от рак. След поредица от смяна на местожителството Ани, която по това време е вече на 13, и майка ѝ, учителка по английски, се заселват във втория по големина град в Норвегия Берген.
На 16 години Ани и нейни приятели сформират инди рок групата Suitcase. Единственото изпълнение на състава е на музикален конкурс пред съдийски състав. По време на изпълнението една от китарите се счупва и групата не стига до финалите. Няколо години по-късно Ани напуска Suitcase, защото другите членове искат да сменят стила от инди рок на трип-хоп.
Ани се занимава с образованието си до 1997, когато започва да се занимава с диджействане из клубовете в Берген, занимание, което ѝ позволява да се запознава с много местни музиканти. По това време тя се запознава с продуцента Микал Теле, собственик на звукозаписната компания Tellé, и с норвежкия хаус продуцент Торе Андреас Крокнес, професионално познат като Диджей Ерот.

## Музикална кариера

### 1999 – 2003: Greatest Hit
Ани и Крокнес започват романтична и професионална връзка. Ани стартира соло кариерата си през 1999 със сингъла „Greatest Hit“, написан и записан заедно с Крокнес и впоследствие издаден от лейбъла Tellé. Песента, която ползва семпъл от песента на Мадона Everybody е издадена в ограничен тират под формата на 7-инчов финил и е разпродаден в рамките на два дена. „Greatest Hit“ бързо се превръща в хит в ъндърграунд клубовете в Норвегия и Великобритания и впоследствие Ани започва да получава предложения за присъединяване към различни музикални компании.
Екипът Ани/Крокнес записват песента „I Will Get On“ през 2001 и планират да издадат албум, но скоро плановете драстично се променят. Крокнес, който страда от дегенеративно сърдечно заболяване, се разболява и в рамките на няколко месеца многократно влиза в болница. По-късно същата година на 23-годишна възраст Крокнес умира от сърдечни усложнения.
След известно музикално затишие, Ани се връща към диджейството и писането на песни. Заедно с приятеля си Фрьокен Блит, двамата създават тематичната вечер Pop Till You Drop в бергенския нощен клуб Agora. Същевременно тя се запознава с финландския диджей Тимо Кауколампи от Op:l Bastards. След като Ани го кани да свири в клуб Agora, тя връща услугата и също пуска в собствения клуб на Каупинки в Хелзинки, като по-късно дори осигурява вокалите за няколко песни на Op:l Bastards.

### 2004: Anniemal
Докато Ани се занимава с диджействане тя разпраща демо записи на различни звукозаписни компании и впоследствие подписва договор с британския лейбъл 679 Recordings през март 2003. Същевременно тя се запознава с британския продуцент Ричард Екс и пее в песента „Just Friends“, включена в албума на Екс „X-Factor Volume 1“, издаден през август 2003.
Ани и Ричард Екс продължават да работятя заедно, записвайки и издавайки от името на Ани песента „Chewing Gum“ през септември 2004. Скоро след излизането си сингълът е обявен за песен на седмицата от престижното списание NME, а в английската класация за песни достига 25 място.
По-късно същата година Ани издава дебютният си албум „Anniemal“, върху който работи съвместно с Тимо Кауколампи, Ричард Екс и сънародниците ѝ от електронната група Röyksopp. Песента от 2001 „Greatest Hit“ също намира място в албума, а още преди официално да е издаден вторият сингъл „Heartbeat“ е обявен за #1 от Pitchfork Media в тяхната Топ 50 класация за 2004. „Chewing Gum“ е включена в тази класация на 11 място.
През 2005 Ани печели няколко награди, сред които за Най-добър поп албум и за Най-добър дебют на норвежките награди Аларм. Песента „Chewing Gum“ получава номинация за Песен на година, но не печели. На престижните норвежки награди Спелеманспризен тя печели в категориите Най-добър албум и Най-добър дебют.
Същата година Ани тръгва на турне, за да промоцира албума си „Anniemal“. Краткото ѝ турне във Великобритания е с английската инди денс група Сен Етиен, на която Ани още през 1996, още докато е била част от Suitcase, е изпратила свой демо запис. Турнето ѝ в САЩ се оказва изключително успешно, успявайки да разпродаде всичките обявени дати, заради което по-късно отново се връща в Щатите за допълнителни изпълнения.

### 2005: DJ-Kicks
През 2005 Ани издава диджей микс албум, който е част от DJ-Kicks серията албуми на лейбъла !K7. По същото време заедно с Тимо Кауколампи създава собствена звукозаписна компания Totally. Тя също така участва в песните на Тедибеърс „Yours to Keep“ и на Ercola „Follow Me“. Специално за датската и норвежката версии на играта „The Sims 2: Nightlife“ Ани презаписва песните Chewing Gum и Heartbeat на симлиш, специалният начин на говорене в играта.

### 2006 -: Don't Stop
На 17 януари 2007 Ани подписва международен договор с Island Records, част от Universal Music Group. Октомври 2008 излиза вторият студиен албум „Don't Stop“, който е предхождан от пилотния сингъл „I Know UR Girlfriend Hates Me“, издаден на 7 юли 2008. За този албум Ани отново работи с Ричард Екс и Тимо Кауколампи. Албумът включва кавър на песента на Стейси Кю „Two of Hearts“ от 1986. Китаристът Алекс Капранос от групата Франц Фердинанд също участва в записите на „Don't Stop“.

## Дискография

### Албуми
- 2004 (септември) „Anniemal“
- 2005 (октомври) „DJ-Kicks: Annie“
- 2008 (октомври) „Don't Stop“

### Сингли
| Year | Single                          | Chart peak positions | Chart peak positions | Chart peak positions | Chart peak positions | Chart peak positions | Chart peak positions | Album           |   |   |          |
| ---- | ------------------------------- | -------------------- | -------------------- | -------------------- | -------------------- | -------------------- | -------------------- | --------------- | - | - | -------- |
| Year | Single                          | 1999                 | „Greatest Hit“       | 100                  | —                    | —                    | —                    | Album           | — | — | Anniemal |
| 2002 | „I Will Get On“                 | 196                  | —                    | —                    | —                    | —                    | —                    | —               |   |   |          |
| 2004 | „Chewing Gum“                   | 25                   | 8                    | 31                   | —                    | 46                   | —                    | Anniemal        |   |   |          |
| 2005 | „Heartbeat“                     | 50                   | 18                   | —                    | 17                   | —                    | 77                   | Anniemal        |   |   |          |
| 2005 | „Happy Without You“             | —                    | —                    | —                    | —                    | —                    | —                    | Anniemal        |   |   |          |
| 2005 | „Always Too Late“               | —                    | —                    | —                    | —                    | —                    | —                    | Anniemal        |   |   |          |
| 2005 | „Wedding“                       | —                    | —                    | —                    | —                    | —                    | —                    | DJ-Kicks: Annie |   |   |          |
| 2006 | „Crush“                         | —                    | —                    | —                    | —                    | —                    | —                    | —               |   |   |          |
| 2008 | „I Know UR Girlfriend Hates Me“ | 54                   | —                    | —                    | —                    | —                    | —                    | Don't Stop      |   |   |          |